# Lista de vereadores de Arara
Esta é a lista de vereadores de Arara, município brasileiro do estado da Paraíba.
A administração municipal se dá pelos poderes executivo, representado pelo prefeito, e legislativo, constituído pela câmara municipal, localizada na Casa Josué Alves da Cruz, que está composta por nove vereadores eleitos para mandatos de quatro anos, em observância ao disposto no artigo 29 da Constituição federal. Cabe à casa elaborar e votar leis fundamentais à administração e ao executivo, especialmente o orçamento participativo (Lei de Diretrizes Orçamentárias).

## 15ª Legislatura (2021–2024)
Estes são os vereadores eleitos nas eleições de 15 de novembro de 2020, pelo período de 1° de janeiro de 2021 a 31 de dezembro de 2024:
|   | Nome                                                                       | Partido                                | Votos | %     | Observações |
| - | -------------------------------------------------------------------------- | -------------------------------------- | ----- | ----- | ----------- |
| 1 | José Jailson de Sousa (Arara, 09.08.1970–)                                 | Partido Social Democrático (PSD)       | 758   | 12,26 | 4º mandato  |
| 2 | Maria do Carmo Simplício da Silva, Bia (Arara, 28.08.1964–)                | Partido Social Democrático (PSD)       | 641   | 10,37 | 6º mandato  |
| 3 | José Erenildo Oliveira da Costa, Erenildo do Hospital (Arara, 29.11.1971–) | Partido Social Democrático (PSD)       | 605   | 9,79  | 4º mandato  |
| 4 | Maria Sueli Vicente dos Santos (Arara, 27.10.1975–)                        | Partido Social Democrático (PSD)       | 554   | 8,96  | 4º mandato  |
| 5 | Anésio Deodonio Moreno (Arara, 22.04.1978–)                                | Movimento Democrático Brasileiro (MDB) | 518   | 8,38  | 2º mandato  |
| 6 | Lucas Santos da Silva, de Josa do Parque (Arara, 10.06.1998–)              | Partido Social Democrático (PSD)       | 477   | 7,72  | 4º mandato  |
| 7 | Erizonaldo Chianca de Medeiros, Gordo de Boateiro (Arara, 23.05.1973–)     | Partido Social Democrático (PSD)       | 457   | 7,39  | 2º mandato  |
| 8 | Ednaldo Fernandes de Almeida, Naldo (2021-2022) (Serraria, 10.11.1969–)    | Partido Social Democrático (PSD)       | 446   | 7,21  | 4º mandato  |
| 9 | Ewerton Jordan Ernesto Silva (Esperança, 14.01.1998–)                      | Movimento Democrático Brasileiro (MDB) | 327   | 5,29  | 1º mandato  |

## 14ª Legislatura (2017–2020)
Estes são os vereadores eleitos nas eleições de 2 de outubro de 2016, pelo período de 1° de janeiro de 2017 a 31 de dezembro de 2020:
| Mesa Diretora (2019-2020)    |                       |                        |                           |
| Nome                         | Início do mandato     | Fim do mandato         | Cargo                     |
| José Jaílson de Souza        | 1º de janeiro de 2019 | 31 de dezembro de 2020 | Presidente da Câmara      |
| Ednaldo Fernandes de Almeida | 1º de janeiro de 2019 | 31 de dezembro de 2020 | Vice-presidente da Câmara |
| Luiz Silva Santos            | 1º de janeiro de 2019 | 31 de dezembro de 2020 | Secretário                |

| Mesa Diretora (2017-2018)       |                       |                        |                           |
| Nome                            | Início do mandato     | Fim do mandato         | Cargo                     |
| Luiz Silva Santos               | 1º de janeiro de 2017 | 31 de dezembro de 2018 | Presidente da Câmara      |
| José Jaílson de Souza           | 1º de janeiro de 2017 | 31 de dezembro de 2018 | Vice-presidente da Câmara |
| José Erenildo Oliveira da Costa | 1º de janeiro de 2017 | 31 de dezembro de 2018 | Secretário                |

|   | Nome                                                                              | Partido                                            | Votos | %    | Observações |
| - | --------------------------------------------------------------------------------- | -------------------------------------------------- | ----- | ---- | ----------- |
| 1 | Luiz Silva Santos, Professor Luizinho (2017-2018) (Arara, 30.05.1959–)            | Partido Trabalhista Brasileiro (PTB)               | 528   | 7,83 | 4º mandato  |
| 2 | José Jailson de Sousa (2019-2020) (Arara, 09.08.1970–)                            | Partido Social Democrático (PSD)                   | 527   | 7,81 | 3º mandato  |
| 3 | José Erenildo Oliveira da Costa, Erenildo do Hospital (Arara, 29.11.1971–)        | Partido da República (PR)                          | 527   | 7,81 | 3º mandato  |
| 4 | Ednaldo Fernandes de Almeida, Naldo (Serraria, 10.11.1969–)                       | Partido dos Trabalhadores (PT)                     | 487   | 7,22 | 3º mandato  |
| 5 | Maria do Carmo Simplício da Silva, Bia (Arara, 28.08.1964–)                       | Partido Social Democrático (PSD)                   | 425   | 6,30 | 5º mandato  |
| 6 | Josinaldo Clementino da Silva, Naldinho de Bastinho (Campina Grande, 31.05.1976–) | Partido do Movimento Democrático Brasileiro (PMDB) | 392   | 5,81 | 2º mandato  |
| 7 | Marly Pereira de Morais, Marly de Tony (Arara, 02.07.1968–)                       | Partido do Movimento Democrático Brasileiro (PMDB) | 367   | 5,44 | 1º mandato  |
| 8 | Erizonaldo Chianca de Medeiros, Gordo de Buateiro (Arara, 23.05.1973–)            | Partido Trabalhista do Brasil (PTdoB)              | 359   | 5,32 | 1º mandato  |
| 9 | Anésio Deodonio Moreno (Arara, 22.04.1978–)                                       | Partido do Movimento Democrático Brasileiro (PMDB) | 327   | 4,85 | 1º mandato  |

## 13ª Legislatura (2013–2016)
Estes são os vereadores eleitos nas eleições de 7 de outubro de 2012, pelo período de 1° de janeiro de 2013 a 31 de dezembro de 2016: 
| Mesa Diretora (2013-2014)       |                       |                        |                           |
| Nome                            | Início do mandato     | Fim do mandato         | Cargo                     |
| Antonio Ernesto dos Santos      | 1º de janeiro de 2013 | 31 de dezembro de 2014 | Presidente da Câmara      |
| Luis Silva dos Santos           | 1º de janeiro de 2013 | 31 de dezembro de 2014 | Vice-presidente da Câmara |
| José Erenildo Oliveira da Costa | 1º de janeiro de 2013 | 31 de dezembro de 2014 | Secretário                |

|   | Nome                                                                              | Partido                                            | Votos | %    | Observações |
| - | --------------------------------------------------------------------------------- | -------------------------------------------------- | ----- | ---- | ----------- |
| 1 | José Jailson de Sousa (Arara, 09.08.1970–)                                        | Partido Social Democrático (PSD)                   | 577   | 8,40 | 2º mandato  |
| 2 | Antonio Ernesto dos Santos, Tony (2013-2014) (Solânea, 30.07.1966–)               | Partido do Movimento Democrático Brasileiro (PMDB) | 530   | 7,72 | 5º mandato  |
| 3 | José Erenildo Oliveira da Costa, Erenildo do Hospital (Arara, 29.11.1971–)        | Partido do Movimento Democrático Brasileiro (PMDB) | 529   | 7,71 | 2º mandato  |
| 4 | Josinaldo Clementino da Silva, Naldinho de Bastinho (Campina Grande, 31.05.1976–) | Partido do Movimento Democrático Brasileiro (PMDB) | 449   | 6,54 | 1º mandato  |
| 5 | Maria do Socorro Paulino Coelho, Socorro de Sueli (Arara, 09.03.1968–)            | Partido Social Liberal (PSL)                       | 383   | 5,58 | 1º mandato  |
| 6 | Luiz Silva dos Santos, Professor Luizinho (2015-2016) (Arara, 30.05.1959–)        | Partido Trabalhista Brasileiro (PTB)               | 362   | 5,27 | 3º mandato  |
| 7 | Maria do Carmo Simplício da Silva, Bia (Arara, 28.08.1964–)                       | Partido Social Democrático (PSD)                   | 348   | 5,07 | 4º mandato  |
| 8 | Josélio Silvino da Silva (Arara, 14.08.1978–)                                     | Partido Progressista (PP)                          | 332   | 4,84 | 1º mandato  |
| 9 | Ednaldo Fernandes de Almeida, Naldo (Serraria, 10.11.1969–)                       | Partido dos Trabalhadores (PT)                     | 294   | 4,28 | 2º mandato  |

## 12ª Legislatura (2009–2012)
Estes são os vereadores eleitos nas eleições de 5 de outubro de 2008, pelo período de 1° de janeiro de 2009 a 31 de dezembro de 2012: 
|   | Nome                                                                       | Partido                                            | Votos | %    | Observações |
| - | -------------------------------------------------------------------------- | -------------------------------------------------- | ----- | ---- | ----------- |
| 1 | Antonio Ernesto dos Santos, Tony (2009-2012) (Solânea, 30.07.1966–)        | Partido do Movimento Democrático Brasileiro (PMDB) | 641   | 9,92 | 4º mandato  |
| 2 | José Jailson de Sousa (Arara, 09.08.1970–)                                 | Partido Trabalhista Brasileiro (PTB)               | 495   | 7,66 | 1º mandato  |
| 3 | José Erenildo Oliveira da Costa, Erenildo do Hospital (Arara, 29.11.1971–) | Partido do Movimento Democrático Brasileiro (PMDB) | 425   | 6,58 | 1º mandato  |
| 4 | Severino Maranhão da Costa (Solânea, 11.06.1959–)                          | Partido Social Cristão (PSC)                       | 345   | 5,34 | 1º mandato  |
| 5 | Luiz Silva dos Santos, Professor Luizinho (Arara, 30.05.1959–)             | Partido Trabalhista Brasileiro (PTB)               | 324   | 5,02 | 2º mandato  |
| 6 | José Evandro Alves da Trindade, Dinho (Arara, 29.09.1967–)                 | Partido do Movimento Democrático Brasileiro (PMDB) | 322   | 4,98 | 2º mandato  |
| 7 | Francisco Manoel da Silva, Nino Flor (Serraria, 15.08.1965–)               | Partido do Movimento Democrático Brasileiro (PMDB) | 287   | 4,44 | 1º mandato  |
| 8 | Maria Sueli Vicente dos Santos (Arara, 27.10.1975–)                        | Partido Social Liberal (PSL)                       | 284   | 4,40 | 3º mandato  |
| 9 | Maria do Carmo Simplício da Silva, Bia (Arara, 28.08.1964–)                | Partido Trabalhista Brasileiro (PTB)               | 268   | 4,15 | 3º mandato  |

## 11ª Legislatura (2005–2008)
Estes são os vereadores eleitos nas eleições de 3 de outubro de 2004, pelo período de 1° de janeiro de 2005 a 31 de dezembro de 2008: 
|   | Nome                                                                   | Partido                                            | Votos | %    | Observações |
| - | ---------------------------------------------------------------------- | -------------------------------------------------- | ----- | ---- | ----------- |
| 1 | José Ailton Pereira da Silva, Nem (Arara, 03.03.1971–)                 | Partido Social Liberal (PSL)                       | 452   | 7,37 | 2º mandato  |
| 2 | Antonio Ernesto dos Santos, Tony (Solânea, 30.07.1966–)                | Partido do Movimento Democrático Brasileiro (PMDB) | 429   | 6,99 | 3º mandato  |
| 3 | José Cláudio de Araújo Duarte, Zé Cláudio (Areia, 09.03.1969–)         | Partido do Movimento Democrático Brasileiro (PMDB) | 337   | 5,49 | 3º mandato  |
| 4 | Maria Sueli Vicente dos Santos (Arara, 27.10.1975–)                    | Partido da Frente Liberal (PFL)                    | 336   | 5,48 | 2º mandato  |
| 5 | Ednaldo Fernandes de Almeida, Naldo da Padaria (Serraria, 10.11.1969–) | Partido dos Trabalhadores (PT)                     | 290   | 4,73 | 1º mandato  |
| 6 | José Ronaldo da Silva (Arara, 31.01.1962–)                             | Partido da Frente Liberal (PFL)                    | 264   | 4,30 | 4º mandato  |
| 7 | Luís Silva dos Santos, Luizinho (Arara, 30.05.1959–)                   | Partido da Frente Liberal (PFL)                    | 247   | 4,03 | 1º mandato  |
| 8 | Antonio da Silva Lima, Antonio de Abdias (Serraria, 22.02.1963–)       | Partido da Frente Liberal (PFL)                    | 238   | 3,88 | 2º mandato  |
| 9 | Josefa Garcia da Silva, Zefinha (Areia, 08.02.1954–)                   | Partido da Frente Liberal (PFL)                    | 224   | 3,65 | 1º mandato  |

## 10ª Legislatura (2001–2004)
Estes são os vereadores eleitos nas eleições de 1º de outubro de 2000, pelo período de 1° de janeiro de 2001 a 31 de dezembro de 2004: 
|    | Nome                                                                        | Partido                                            | Votos | %    | Observações |
| -- | --------------------------------------------------------------------------- | -------------------------------------------------- | ----- | ---- | ----------- |
| 1  | José Evandro Alves da Trindade, Dinho (Arara, 29.09.1967–)                  | Partido do Movimento Democrático Brasileiro (PMDB) | 402   | 7,84 | 1º mandato  |
| 2  | José Ailton Pereira da Silva, Nén (2003-2004) (Arara, 03.03.1971–)          | Partido do Movimento Democrático Brasileiro (PMDB) | 389   | 7,59 | 1º mandato  |
| 3  | José Cláudio de Araújo Duarte, Zé Cláudio da Rua Verde (Areia, 09.03.1969–) | Partido do Movimento Democrático Brasileiro (PMDB) | 323   | 6,30 | 2º mandato  |
| 4  | José Ronaldo da Silva (Arara, 31.01.1962–)                                  | Partido da Frente Liberal (PFL)                    | 314   | 6,12 | 3º mandato  |
| 5  | Maria do Carmo Simplício da Silva, Bia (Arara, 28.08.1964–)                 | Partido do Movimento Democrático Brasileiro (PMDB) | 295   | 5,75 | 2º mandato  |
| 6  | Antonio Ernesto dos Santos, Tony (Solânea, 30.07.1966–)                     | Partido do Movimento Democrático Brasileiro (PMDB) | 270   | 5,27 | 2º mandato  |
| 7  | Severino Fernandes de Azevedo, Raminho (Arara, 16.01.1967–)                 | Partido da Frente Liberal (PFL)                    | 251   | 4,89 | 2º mandato  |
| 8  | Maria Sueli Vicente dos Santos (Arara, 27.10.1975–)                         | Partido da Frente Liberal (PFL)                    | 157   | 3,06 | 1º mandato  |
| 9  | Maria do Socorro Reis Caldeira, Socorro de Múcio (Arara, 13.02.1954–)       | Partido do Movimento Democrático Brasileiro (PMDB) | 148   | 2,89 | 1º mandato  |
| 10 | José Bento da Silva, Gó (Areia, 20.06.1945–)                                | Partido da Social Democracia Brasileira (PSDB)     | 131   | 2,55 | 1º mandato  |
| 11 | Antonio da Silva Lima, Antonio de Abdias (Serraria, 22.02.1963–)            | Partido do Movimento Democrático Brasileiro (PMDB) | 122   | 2,38 | 1º mandato  |

## 9ª Legislatura (1997–2000)
Estes são os vereadores eleitos nas eleições de 3 de outubro de 1996, pelo período de 1° de janeiro de 1997 a 31 de dezembro de 2000: 
|    | Nome                                                                        | Partido                                            | Votos | %    | Observações |
| -- | --------------------------------------------------------------------------- | -------------------------------------------------- | ----- | ---- | ----------- |
| 1  | José Ronaldo da Silva (Arara, 31.01.1962–)                                  | Partido do Movimento Democrático Brasileiro (PMDB) | 366   | 8,39 | 2º mandato  |
| 2  | Francisco Batista de Souza, Assis de Bió (Areia, 25.09.1937–)               | Partido da Frente Liberal (PFL)                    | 318   | 7,29 | 1º mandato  |
| 3  | Antonio Pereira da Silva, Antonio Cambista (Arara, 16.05.1943–)             | Partido do Movimento Democrático Brasileiro (PMDB) | 276   | 6,33 | 4º mandato  |
| 4  | Antonio Ernesto dos Santos, Tony (Solânea, 30.07.1966–)                     | Partido da Frente Liberal (PFL)                    | 274   | 6,28 | 1º mandato  |
| 5  | João Batista Ferreira de Lima (Arara, 21.10.1953–)                          | Partido do Movimento Democrático Brasileiro (PMDB) | 254   | 5,82 | 1º mandato  |
| 6  | Luiz Ferreira de Lima                                                       | Partido da Frente Liberal (PFL)                    | 249   | 5,71 | 4º mandato  |
| 7  | Jandeci Pereira dos Santos (Solânea, 01.08.1955–)                           | Partido da Frente Liberal (PFL)                    | 247   | 5,66 | 2º mandato  |
| 8  | Severino Fernandes de Azevedo, Raminho (Arara, 16.01.1967–)                 | Partido do Movimento Democrático Brasileiro (PMDB) | 215   | 4,93 | 1º mandato  |
| 9  | Maria do Carmo Simplício da Silva, Bia (Arara, 28.08.1964–)                 | Partido da Social Democracia Brasileira (PSDB)     | 210   | 4,82 | 1º mandato  |
| 10 | José Cláudio de Araújo Duarte, Zé Cláudio da Rua Verde (Areia, 09.03.1969–) | Partido da Frente Liberal (PFL)                    | 186   | 4,27 | 1º mandato  |
| 11 | Pedro Almir Medeiros dos Santos, Pilula (Arara, 29.06.1965–)                | Partido do Movimento Democrático Brasileiro (PMDB) | 184   | 4,22 | 1º mandato  |

## 8ª Legislatura (1993–1996)
Estes são os vereadores eleitos nas eleições de 3 de outubro de 1992, pelo período de 1° de janeiro de 1993 a 31 de dezembro de 1996:
|    | Nome                                                   | Partido                                            | Votos | %    | Observações |
| -- | ------------------------------------------------------ | -------------------------------------------------- | ----- | ---- | ----------- |
| 1  | Maria das Graças Oliveira Lopes (Arara, 03.04.1951–)   | Partido da Frente Liberal (PFL)                    | 219   | 5,02 | 2º mandato  |
| 2  | Maria das Dores Medeiros (Areia, 15.09.1932–)          | Partido da Frente Liberal (PFL)                    | 212   | 4,86 | 3º mandato  |
| 3  | João Rosa dos Santos                                   | Partido da Frente Liberal (PFL)                    | 211   | 4,84 | 3º mandato  |
| 4  | Jandeci Pereira dos Santos (Solânea, 01.08.1955–)      | Partido Democrático Trabalhista (PDT)              | 210   | 4,82 | 1º mandato  |
| 5  | Luiz Ferreira de Lima                                  | Partido da Frente Liberal (PFL)                    | 209   | 4,79 | 3º mandato  |
| 6  | Múcio Massa Caldeira                                   | Partido Democrático Trabalhista (PDT)              | 189   | 4,33 | 1º mandato  |
| 7  | Geraldo Duarte dos Santos                              | Partido Democrático Trabalhista (PDT)              | 188   | 4,31 | 2º mandato  |
| 8  | Nivaldo Ferreira de Medeiros (Arara, 25.08.1935–)      | Partido do Movimento Democrático Brasileiro (PMDB) | 177   | 4,06 | 3º mandato  |
| 9  | José da Penha dos Santos                               | Partido da Frente Liberal (PFL)                    | 172   | 3,94 | 1º mandato  |
| 10 | Francisco Franklin de Lima (Vertentes, 26.01.1947–)    | Partido do Movimento Democrático Brasileiro (PMDB) | 171   | 3,92 | 1º mandato  |
| 11 | José Ronaldo da Silva (1995-1996) (Arara, 31.01.1962–) | Partido Democrático Trabalhista (PDT)              | 163   | 3,74 | 1º mandato  |

## 7ª Legislatura (1989–1992)
Estes são os vereadores eleitos nas eleições de 15 de novembro de 1988, pelo período de 1° de janeiro de 1989 a 31 de dezembro de 1992:
| Mesa Diretora (1989-1990)    |                       |                        |                           |
| Nome                         | Início do mandato     | Fim do mandato         | Cargo                     |
| Valthe Maria de Souza Bastos | 1º de janeiro de 1989 | 31 de dezembro de 1990 | Presidente da Câmara      |
| Luis Ferreira de Lima        | 1º de janeiro de 1989 | 31 de dezembro de 1990 | Vice-presidente da Câmara |
| Gaspar Rafael da Costa       | 1º de janeiro de 1989 | 31 de dezembro de 1990 | 1º Secretário             |
| Geraldo Duarte dos Santos    | 1º de janeiro de 1989 | 31 de dezembro de 1990 | 2º Secretário             |

|   | Nome                                                            | Partido                                            | Votos | %    | Observações |
| - | --------------------------------------------------------------- | -------------------------------------------------- | ----- | ---- | ----------- |
| 1 | Luiz Ferreira de Lima                                           | Partido Liberal (PL)                               | 239   | 5,54 | 2º mandato  |
| 2 | João Rosa dos Santos                                            | Partido da Frente Liberal (PFL)                    | 234   | 5,43 | 2º mandato  |
| 3 | Nivaldo Ferreira de Medeiros (Arara, 25.08.1935–)               | Partido Liberal (PL)                               | 178   | 4,13 | 2º mandato  |
| 4 | Gaspar Rafael da Costa                                          | Partido Liberal (PL)                               | 168   | 3,90 | 1º mandato  |
| 5 | Maria das Graças Oliveira Lopes (Arara, 03.04.1951–)            | Partido da Frente Liberal (PFL)                    | 163   | 3,78 | 1º mandato  |
| 6 | Antonio Pereira da Silva, Antonio Cambista (Arara, 16.05.1943–) | Partido Liberal (PL)                               | 157   | 3,64 | 3º mandato  |
| 7 | Maria das Dores Medeiros (Areia, 15.09.1932–)                   | Partido da Frente Liberal (PFL)                    | 155   | 3,60 | 2º mandato  |
| 8 | Geraldo Duarte dos Santos                                       | Partido Liberal (PL)                               | 143   | 3,32 | 1º mandato  |
| 9 | Valthe Maria de Souza Bastos (1989-1990)                        | Partido do Movimento Democrático Brasileiro (PMDB) | 76    | 1,76 | 1º mandato  |

## 6ª Legislatura (1983–1988)
Estes são os vereadores eleitos nas eleições de 15 de novembro de 1982:
|   | Nome                                                            | Partido                          | Votos | %    | Observações |
| - | --------------------------------------------------------------- | -------------------------------- | ----- | ---- | ----------- |
| 1 | Antonio Pereira da Silva, Antonio Cambista (Arara, 16.05.1943–) | Partido Democrático Social (PDS) | 265   | 8,72 | 2º mandato  |
| 2 | João Rosa dos Santos                                            | Partido Democrático Social (PDS) | 260   | 8,55 | 1º mandato  |
| 3 | Nivaldo Ferreira de Medeiros (Arara, 25.08.1935–)               | Partido Democrático Social (PDS) | 239   | 7,86 | 1º mandato  |
| 4 | Francisco Batista de Sousa (Areia, 25.09.1937–)                 | Partido Democrático Social (PDS) | 214   | 7,04 | 1º mandato  |
| 5 | Luiz Ferreira de Lima                                           | Partido Democrático Social (PDS) | 182   | 5,99 | 1º mandato  |
| 6 | Maria das Dores Medeiros (Areia, 15.09.1932–)                   | Partido Democrático Social (PDS) | 175   | 5,76 | 1º mandato  |
| 7 | Daniel Laurentino dos Santos                                    | Partido Democrático Social (PDS) | 153   | 5,03 | 1º mandato  |

## 5ª Legislatura (1977–1982)
Estes são os vereadores eleitos nas eleições de 15 de novembro de 1976:
|   | Nome                     | Partido                                | Votos | %     | Observações |
| - | ------------------------ | -------------------------------------- | ----- | ----- | ----------- |
| 1 | Ernesto                  | Movimento Democrático Brasileiro (MDB) | 266   | 12,14 | 1º mandato  |
| 2 | Bento Pereira Duarte     | Movimento Democrático Brasileiro (MDB) | 229   | 10,45 | 2º mandato  |
| 3 | José Luiz da Silva       | Movimento Democrático Brasileiro (MDB) | 170   | 7,76  | 1º mandato  |
| 4 | Anísio Duarte dos Santos | Movimento Democrático Brasileiro (MDB) | 169   | 7,71  | 3º mandato  |
| 5 | Biruca                   | Aliança Renovadora Nacional (ARENA)    | 148   | 6,75  | 1º mandato  |
| 6 | Geraldo Alves da Silva   | Aliança Renovadora Nacional (ARENA)    | 114   | 5,20  | 2º mandato  |
| 7 | Marinézio Alves da Silva | Aliança Renovadora Nacional (ARENA)    | 113   | 5,16  | 1º mandato  |

## 4ª Legislatura (1973–1976)
Estes são os vereadores eleitos nas eleições de 15 de novembro de 1972:
|   | Nome                                                            | Partido                                | Votos | %     | Observações |
| - | --------------------------------------------------------------- | -------------------------------------- | ----- | ----- | ----------- |
| 1 | Luis Antônio de Sousa                                           | Movimento Democrático Brasileiro (MDB) | 185   | 12,74 | 1º mandato  |
| 2 | Moacir Jerônimo da Costa                                        | Aliança Renovadora Nacional (ARENA)    | 176   | 12,12 | 1º mandato  |
| 3 | Leopoldo Soares                                                 | Aliança Renovadora Nacional (ARENA)    | 136   | 9,37  | 1º mandato  |
| 4 | Antonio Pereira da Silva, Antonio Cambista (Arara, 16.05.1943–) | Aliança Renovadora Nacional (ARENA)    | 107   | 7,37  | 1º mandato  |
| 5 | Anísio Duarte dos Santos                                        | Movimento Democrático Brasileiro (MDB) | 98    | 6,75  | 2º mandato  |
| 6 | Pedro Francisco Alves                                           | Movimento Democrático Brasileiro (MDB) | 95    | 6,54  | 2º mandato  |
| 7 | Agenor Bezerra de Medeiros                                      | Aliança Renovadora Nacional (ARENA)    | 89    | 6,13  | 1º mandato  |

## 3ª Legislatura (1970–1972)
Estes são os vereadores eleitos nas eleições de 30 de novembro de 1969:
|   | Nome                     | Partido                                | Votos | %     | Observações |
| - | ------------------------ | -------------------------------------- | ----- | ----- | ----------- |
| 1 | Geraldo Alves da Silva   | Aliança Renovadora Nacional (ARENA)    | 91    | 11,21 | 1º mandato  |
| 2 | Aílton da Costa Medeiros | Aliança Renovadora Nacional (ARENA)    | 72    | 8,87  | 1º mandato  |
| 3 | Pedro Francisco Alves    | Movimento Democrático Brasileiro (MDB) | 56    | 6,90  | 1º mandato  |
| 4 | Ircy Lopes de Medeiros   | Movimento Democrático Brasileiro (MDB) | 55    | 6,77  | 1º mandato  |
| 5 | José Leite da Silva      | Aliança Renovadora Nacional (ARENA)    | 54    | 6,65  | 1º mandato  |
| 6 | Severino Massa Caldeira  | Aliança Renovadora Nacional (ARENA)    | 50    | 6,16  | 1º mandato  |

## 2ª Legislatura (1967–1969)
Estes são os vereadores eleitos nas eleições de 15 de novembro de 1966:
|   | Nome                   | Partido                             | Votos | %     | Observações |
| - | ---------------------- | ----------------------------------- | ----- | ----- | ----------- |
| 1 | Bento Pereira Duarte   | Aliança Renovadora Nacional (ARENA) | 137   | 12,10 | 1º mandato  |
| 2 | José Pereira dos Reis  | Aliança Renovadora Nacional (ARENA) | 132   | 11,66 | 1º mandato  |
| 3 | José Duarte dos Santos | Aliança Renovadora Nacional (ARENA) | 130   | 11,48 | 1º mandato  |
| 4 | Luís Prisco Alves      | Aliança Renovadora Nacional (ARENA) | 112   | 9,89  | 1º mandato  |
| 5 | Manoel Bento da Silva  | Aliança Renovadora Nacional (ARENA) | 110   | 9,72  | 2º mandato  |
| 6 | Evandro Félix da Costa | Aliança Renovadora Nacional (ARENA) | 103   | 9,10  | 1º mandato  |
| 7 | Luiz Leite da Silva    | Aliança Renovadora Nacional (ARENA) | 98    | 8,66  | 2º mandato  |

## 1ª Legislatura (1963–1966)
Estes são os vereadores eleitos nas eleições de 7 de outubro de 1962:
|   | Nome                         | Partido                              | Votos | %    | Observações |
| - | ---------------------------- | ------------------------------------ | ----- | ---- | ----------- |
| 1 | Anísio Duarte dos Santos     | Partido Social Democrático (PSD)     | 79    | 7,50 | 1º mandato  |
| 2 | Reginaldo Azevedo Nascimento | Partido Trabalhista Brasileiro (PTB) | 76    | 7,21 | 1º mandato  |
| 3 | Luiz Leite da Silva          | Partido Trabalhista Brasileiro (PTB) | 57    | 5,41 | 1º mandato  |
| 4 | Manoel Bento da Silva        | Partido Trabalhista Brasileiro (PTB) | 57    | 5,41 | 1º mandato  |
| 5 | José Avelino dos Santos      | Partido Trabalhista Brasileiro (PTB) | 51    | 4,84 | 1º mandato  |
| 6 | Joaquim de Abreu Lima        | Partido Libertador (PL)              | 49    | 4,65 | 1º mandato  |
| 7 | José da Cunha Pinto          | Partido Trabalhista Brasileiro (PTB) | 43    | 4,08 | 1º mandato  |

## Legenda
| Cor  | Significado          |
| Bege | Presidente da Câmara |
| Azul | Suplente             |